# Сехнассах мак Блахмайк
Сехнассах мак Блахмайк — (ірл. — Sechnassach mac Blathmaic) — верховний король Ірландії. Король Бреги. Час правління: 665—671 роки. Син верховного короля Ірландії на ймення Блахмак мак Аедо Слайне. Успідкував трон свого батька після того як два брати — співправителі Ірландії королі Діармайт мак Аедо Слайне та Блахмак мак Аедо Слайне померли від чуми у 665 році. Нащадок короля на ймення Аед Слайне мак Діармайт. Належав до клану Сіл н-Аедо Слайне (ірл. — Síl nÁedo Sláine) — однієї з гілок королівської династії південних О'Нейлів — нащадків короля Ніла Дев'яти Заручників.

## Походження і прихід до влади
Батько і дядько короля Сехнассаха мак Блахмайка померли під час страхітливої епідемії чуми, яка ввійшла в історію як пошесть Буйде Хонайлл (ірл. — Buide Chonaill) — «Жовта Чума», що почалась у 664 році.
Літопис «Видіння Конна Сто Битв» (ірл. — Baile Chuinn Cétchathaigh) не включає Сехнассаха мак Блахмайка та його брата Кенна Фаелада мак Блахмайка (помер у 675 році) в список верховних королів Ірландії. Цей літопис був складений у 695 році за часів короля Фінснехти Фледаха (ірл. — Fínsnechta Fledach), що свого часу вбив Кенна Фаелада мак Блахмайка. Вважається, що укладач цього літопису навмисно викинув зі списку кількох королів, щоб догодити правлячому королю, враховуючи його симпатії та антипатії.

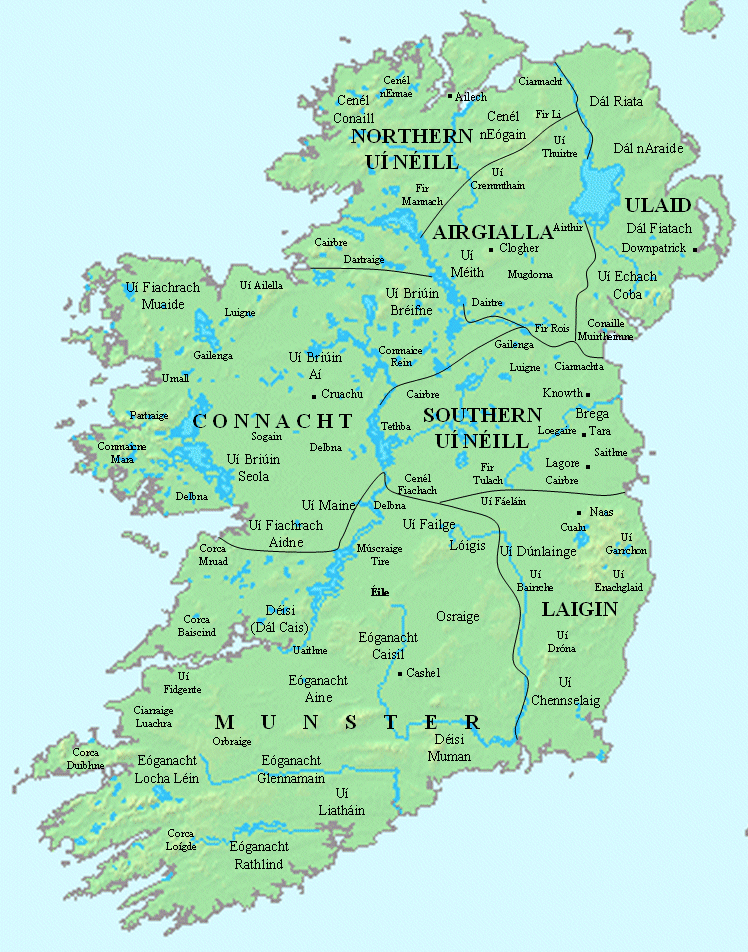
Племена та королівства в Ірландії в ранньому середньовіччі.

Одруження Сехнассаха мак Блахмайка та список його союзників свідчить про близькі стосунки цього короля з васальним королівством Лейнстер. Того часу Ірландія була розділена на низку королівств і влада верховного короля була номінальною та умовною. Серед могутніх королівств Ірландії того часу були королівства Ленстер (Лагін), Коннахт, Мюнстер (Муму), Дал Ріада, Ольстер (Улад), Айргіалла і низка дрібних залежних королівств.

## Родина
Дружиною короля була Фінделб інген Хеллайг (ірл. — Findelb ingen Chellaig) — дочка Келлаха Куаланна (ірл. — Cellach Cualann) (помер у 715).
Король мав три дочки: Бе Файл (ірл. — Bé Fáil)
Мургал (ірл. — Murgal)
Мумайн (ірл. — Mumain)
Синів у короля не було.

## Правління і смерть
Про правління короля Сехнассаха мак Блахмайка літописи пишуть мало. Повідомляють про його смерть. Він був убитий у листопаді 671 року Дуб Дуїном (ірл. — Dub Dúin) — вождем клану Кенел Койрпрі (ірл. — Cenél Coirpri) — однієї з гілок королівської династії О'Нейлів під час військової сутички в долині річки Бойн біля Клонарда. Його брат Кенн Фаелад мак Блахмайк (ірл. — Cenn Fáelad) успадкував трон.